# Круглов, Евгений Михайлович
Евгений Михайлович Круглов — советский хозяйственный и государственный деятель, лауреат Государственной премии СССР за выдающиеся достижения в труде.

## Биография
Родился в 1940 году в семье рабочего Ижорского завода. Член КПСС.
В 1956—1958 — токарь листопрокатного цеха Ижорского завода.
В 1958—1961 — военнослужащий Советской армии.
В 1961—2000 — машинист-оператор листопрокатной машины производственного объединения «Ижорский завода» имени А. А. Жданова / ФГУП «Ижорский завод».
Был в составе коллектива удостоен Государственной премии СССР 1981 года (закрытым Поставлением СМ СССР).
Жил в Санкт-Петербурге.

## Награды
- Орден Трудовой Славы II степени (1981)
- Орден Трудовой Славы III степени (1974)